# Neuville-aux-Bois
Neuville-aux-Bois é uma comuna francesa na região administrativa do Centro-Vale do Loire, no departamento de Loiret. Estende-se por uma área de 31.74 km². Em 2010 a comuna tinha 4 934 habitantes (densidade: 155,5 hab./km²).